# Gulbukig prinia
Gulbukig prinia (Prinia flaviventris) är en asiatisk fågelart i familjen cistikolor inom ordningen tättingar. Den förekommer i södra och sydöstra Asien. Vissa behandlar populationen i sydöstra Kina som en egen art, "kinesisk prinia".

## Utseende
Gulbukig prinia är en liten (12–14 cm), färgglad och rätt karakteristisk prinia med lång, avsmalnad stjärt. Undertill är den vit på strupe och bröst och, som namnet avslöjar, gul på buken. Hjässan har skiffergrå anstrykning, resten av ovansidan olivgrön. Ungfågeln har enhetligt gulaktigt olivbrun ovansida med helgul undersida.
Fåglar i sydöstra Kina samt på Hainan och Taiwan (sonitans, av vissa behandlad som en egen art) är ockrafärgad på undersidan, ej vit och gul, och brunare ovan. Näbben är även generellt kortare.

## Utbredning och systematik
Gulbukig prinia delas in i sju underarter med följande utbredning:
- Prinia flaviventris sonitans – sydöstra Kina (norra Guangxi, Guangdong, Fujian), Hainan och Taiwan
- flaviventris-gruppen
  - Prinia flaviventris sindiana – Pakistan (Indusflodsystemet) till nordvästra Indien
  - Prinia flaviventris flaviventris – Nepal, Bhutan, nordöstra Indien, Bangladesh och norra Myanmar
  - Prinia flaviventris delacouri – sydöstra Myanmar till centrala Thailand och Indokina
  - Prinia flaviventris rafflesi – södra Myanmar, halvön Thailand, Malaya, Sumatra och Java
  - Prinia flaviventris halistona – Nias (utanför Sumatra)
  - Prinia flaviventris latrunculus – Borneo

Sedan 2016 urskiljer Birdlife International och naturvårdsunionen IUCN sonitans som den egna arten "kinesisk prinia".

### Familjetillhörighet
Cistikolorna behandlades tidigare som en del av den stora familjen sångare (Sylviidae). Genetiska studier har dock visat att sångarna inte är varandras närmaste släktingar. Istället är de en del av en klad som även omfattar timalior, lärkor, bulbyler, stjärtmesar och svalor. Idag delas därför Sylviidae upp i ett antal familjer, däribland Cisticolidae.

## Status och hot
Internationella naturvårdsunionen IUCN bedömer hotstatus för underartsgrupperna (eller arterna) var för sig, både sonitans och resterande underarter tillsammans som livskraftiga.

## Namn
Prinia kommer av Prinya, det javanesiska namnet för bandvingad prinia (Prinia familiaris). Dess vetenskapliga artnamn flaviventris betyder just "gulbukig".